# Min (thần)
Thần Min (hay Menew, Menu, Amsu) là một thần Ai Cập cổ đại được tôn thờ rất sớm từ thời Tiền triều đại (thời kỳ Tiền sử, thiên niên kỷ 4 TCN). Thần được đại diện ở nhiều hình thức khác nhau, nhưng thường được biểu thị trong hình dạng người đàn ông với dương vật đang cương cứng mà tay trái của thần nắm giữ, còn tay phải giữ một cây néo; đầu quấn khăn đỏ thể hiện sức mạnh tình dục; da của ông có màu đen (tượng trưng cho vùng đất màu mỡ màu đen). Đôi khi ông lại xuất hiện trong bộ dạng xác ướp. Giống như thần Khnum, ông là vị thần "tạo ra các thần và con người". Các biểu tượng của thần Min gồm con bò trắng thể hiện ra vẻ bề ngoài khỏe mạnh, một mũi tên tương ứng với hình dạng của dương vật, và rau diếp thể hiện cho tinh dịch.

## Gia đình
Min thường được cho là con trai và là chồng của nữ thần của phương Đông, Iabet. Tuy nhiên tại Gebtu (Coptos), Min là chồng của Isis và là cha của Horus, là hiện thân của Osiris. Ở Memphis, Min đã liên kết với Ptah tức Ptah-Min. Min ban đầu đại diện cho chòm sao Orion và kiểm soát sấm sét và mưa (tương tự Set). Tầm quan trọng của thần ở Trung vương triều đã tăng trưởng khi thần hợp nhất với thần Horus tạo nên vị thần Min-Horus. Ở Tân vương triều thần cũng đã được hợp nhất với thần Amun tạo nên vị thần Kamutef (Min-Amun - bò mẹ). Min cũng được người Hy Lạp đồng nhất với thần Pan. Do sự liên kết này, họ đổi tên Akhmim thành Panopolis (tức thành phố Pan).

## Thần thoại
Ông là một vị thần của bờ đông sa mạc, và một vị thần và bảo vệ các đoàn lữ hành. Một văn tự cổ trên Kim tự tháp đề cập tới ông như là "người nâng cánh tay của mình về phía đông". Ông bảo vệ những du khách, thương nhân và cũng đã được thờ cúng bởi các thợ mỏ và thợ xây làm việc xung quanh Wadi Hammamat. Trong lĩnh vực này, ông được biết đến như là "Min, vị thần của núi non".
Min là vị thần sinh sản và tình dục của nam giới. Ông được coi là hiện thân của loài rau diếp (món ăn ưa thích của Set), do khi cắt ra, chúng tiết chất nhờn giống với tinh dịch. Vào đầu mùa thu hoạch, bức tượng của thần Min đã được mang đi khắp các cánh đồng trong một lễ hội được gọi là "Sự khởi hành của Min". Vì thế ông cũng là một vị thần của nền nông nghiệp. Vì có liên quan mật thiết đến sự sinh sản và nông nghiệp nên đôi khi coi ông là hiện thân của Osiris.

## Thờ cúng
Min được thờ tập trung tại Coptos và Akhmim. Flinders Petrie khai quật được hai bức tượng lớn của thần Min tại Qift mà hiện nay được lưu trữ tại Bảo tàng Ashmolean, nó được cho là vào thời Tiền triều đại.

## Tham khảo

Min dưới hình dạng xác ướp